# Municipio de Concord (condado de Ford)
El municipio de Concord (en inglés, Concord Township) es un municipio del condado de Ford, Kansas, Estados Unidos. Tiene una población estimada, a mediados de 2021, de 116 habitantes.
Abarca una zona exclusivamente rural.

## Geografía
Está ubicado en las coordenadas 37°36′9″N 100°6′3″O / 37.60250, -100.10083 (37.602488, -100.100971). Según la Oficina del Censo de los Estados Unidos, tiene una superficie total de 187.16 km², de la cual 186.96 km² corresponden a tierra firme y 0.20 km² son agua.

## Demografía
Según el censo de 2020, en ese momento había 122 personas residiendo en la zona. La densidad de población era de 0.7 hab./km². El 81.97 % de los habitantes eran blancos, el 1.64 % eran amerindios, el 4.10 % eran de otras razas y el 12.30% eran de una mezcla de razas. Del total de la población, el 7.38 % eran hispanos o latinos de cualquier raza.